# Park Narodowy Alta Murgia
Park Narodowy Alta Murgia – park narodowy utworzony 10 marca 2004, położony w południowych Włoszech w regionie Apulia na terenie prowincji Bari, Barletta-Andria-Trani. Park zajmuje powierzchnię około 680 km².

## Geografia
Park leży na obszarach gmin Altamura (około 126,5 km²), Andria (około 120 km²), Bitonto (około 19,5 km²), Cassano delle Murge (około 32 km²), Corato (około 54 km²), Gravina in Puglia (około 79 km²), Grumo Appula (około 6 km²), Minervino Murge (około 75 km²), Poggiorsini (około 1 km²), Ruvo di Puglia (około 99,5 km²), Santeramo in Colle (około 8,5 km²), Spinazzola (około 39,5 km²), Toritto (około 19 km²).
Park leży około 25 km od wybrzeży Morza Adriatyckiego, blisko takich miast jak Bari czy Barletta.

## Flora
Lasy porastają takie drzewa jak: dęby w tym dąb omszony, dąb ostrolistny, dąb burgundzki, dąb węgierski, dąb skalny czy Quercus trojana. W lasach iglastych można spotkać: sosnę alepską, cyprys wiecznie zielony dodatkowo można znaleźć pistację kleistą.
Z mniejszych roślin można wyróżnić: wiciokrzew, głóg jednoszyjkowy, Paeonia mascula, powojnik południowy, Rosa sempervirens, róża dzika, Arum italicum czy Cyclamen hederifolium.
Ponadto warto również wyróżnić takie jak oliwka europejska, migdałowiec pospolity, dwukolczak śródziemnomorski, nieszpułka zwyczajna, śliwa tarnina, Pyrus amygdaliformis czy Rhamnus saxatilis.

## Fauna
Wśród zwierząt należy zwrócić uwagę na bogatą liczbę gatunków ptaków w tym: skowrończyk krótkopalcowy, kalandra szara, lerka, skowronek zwyczajny, dzierlatka zwyczajna, kulon zwyczajny, pustułeczka, kania ruda, gadożer zwyczajny, myszołów zwyczajny, błotniak łąkowy, błotniak stawowy, pustułka zwyczajna czy raróg górski. Z ptaków można wymienić również: płomykówka zwyczajna, uszatka zwyczajna czy pójdźka zwyczajna.
Z ssaków na terenie parku można spotkać: wilk szary, lisy, łasice, kuna domowa, borsuki, ryjówka etruska, mysz zaroślowa, podkowiec duży, podkowiec mały, nocek duży czy nocek ostrouchy.
Z gadów i płazów takie jak: Cyrtopodion kotschyi, Lacerta bilineata, Elaphe quatuorlineata, żmija żebrowana, połoz lamparci, żółw grecki, Lissotriton italicus oraz z płazów Bombina pachypus.